# Chrysospalax villosus
Chrysospalax villosus är en däggdjursart som först beskrevs av Andrew Smith 1833.  Chrysospalax villosus ingår i släktet jätteguldmullvadar och familjen guldmullvadar. IUCN kategoriserar arten globalt som sårbar.
Denna guldmullvad förekommer med flera från varandra skilda populationer i östra Sydafrika och kanske i angränsande delar av Lesotho. Sammanräknad är utbredningsområdet inte större än 2000 km². Habitatet utgörs av gräsmarker och kanter av marskland. Arten undviker områden med stenig jordmån och hittas även i trädgårdar och parker.
Honor är med en kroppslängd av 127 till 160 mm och en vikt av 65 till 142 g mindre än hannar. De senare blir 148 till 175 mm långa och 108 till 160 g tunga. En svans saknas. Den långa och grova pälsen på ovansidan bildas av täckhår som är grå vid roten, gulbrun till rödbrun i mitten och mörkbrun vid spetsen. Dessutom finns en tät gråaktig underull. På undersidan förekommer mer gråaktig päls. Arten har liksom den andra jätteguldmullvaden en broskig kudde på näsan. Arten har fyra fingrar vid framtassarna men den fjärde är bara en liten stubbe med kort klo. Klon hos det tredje fingret är längst och upp till 16 mm lång.
Individerna gräver underjordiska tunnelsystem med en större kammare i boets centrum. Allmänt syns de bara efter regn utanför boet. Chrysospalax villosus är blind men den har bra förmåga att snabb hitta tillbaka till tunnelns ingång. Födan utgörs av daggmaskar och av insekter eller deras larver. Hos honor förekommer två par spenar. En upphittad hona var dräktig med två ungar.

## Underarter
Arten delas in i följande underarter:
- C. v. villosus
- C. v. dobsoni
- C. v. leschae
- C. v. rufopallidus
- C. v. rufus
- C. v. transvaalensis